# Komisja Skarbu Państwa i Infrastruktury
Komisja Skarbu Państwa i Infrastruktury była jedną ze stałych komisji senackich V kadencji. Po wyborach parlamentarnych w 2005 roku została wcielona do Komisji Gospodarki Narodowej.
Przedmiotem jej działania były: sprawy Skarbu Państwa, zasady kształtowania stosunków własnościowych i przekształcenia własnościowe, działalność przedsiębiorstw państwowych, gospodarka przestrzenna i mieszkaniowa, łączność, budownictwo, transport i gospodarka morska.